# بني تامو
بني تامو هي إحدى بلديات ولاية البليدة التابعة لـ دائرة وادي العلايق. بلغ عدد سكانها 36228 نسمة حسب تعداد العام 2008.